# Osteospermum clandestinum
Osteospermum clandestinum es una especie de planta floral del género Osteospermum, tribu Calenduleae, familia Asteraceae. Fue descrita científicamente por (Less.) T. Norl.

Se distribuye por Sudáfrica, Namibia y Australia.